# Comostola vapida
Comostola vapida är en fjärilsart som beskrevs av Louis Beethoven Prout 1934. Comostola vapida ingår i släktet Comostola och familjen mätare. Inga underarter finns listade i Catalogue of Life.